# Beidweiler
Beidweiler (en luxemburguès: Beidler) és una poble del municipi de Junglinster, situada al districte de Grevenmacher del cantó de Grevenmacher. Està a uns 18 km de distància de la ciutat de Luxemburg.